# Habroveč

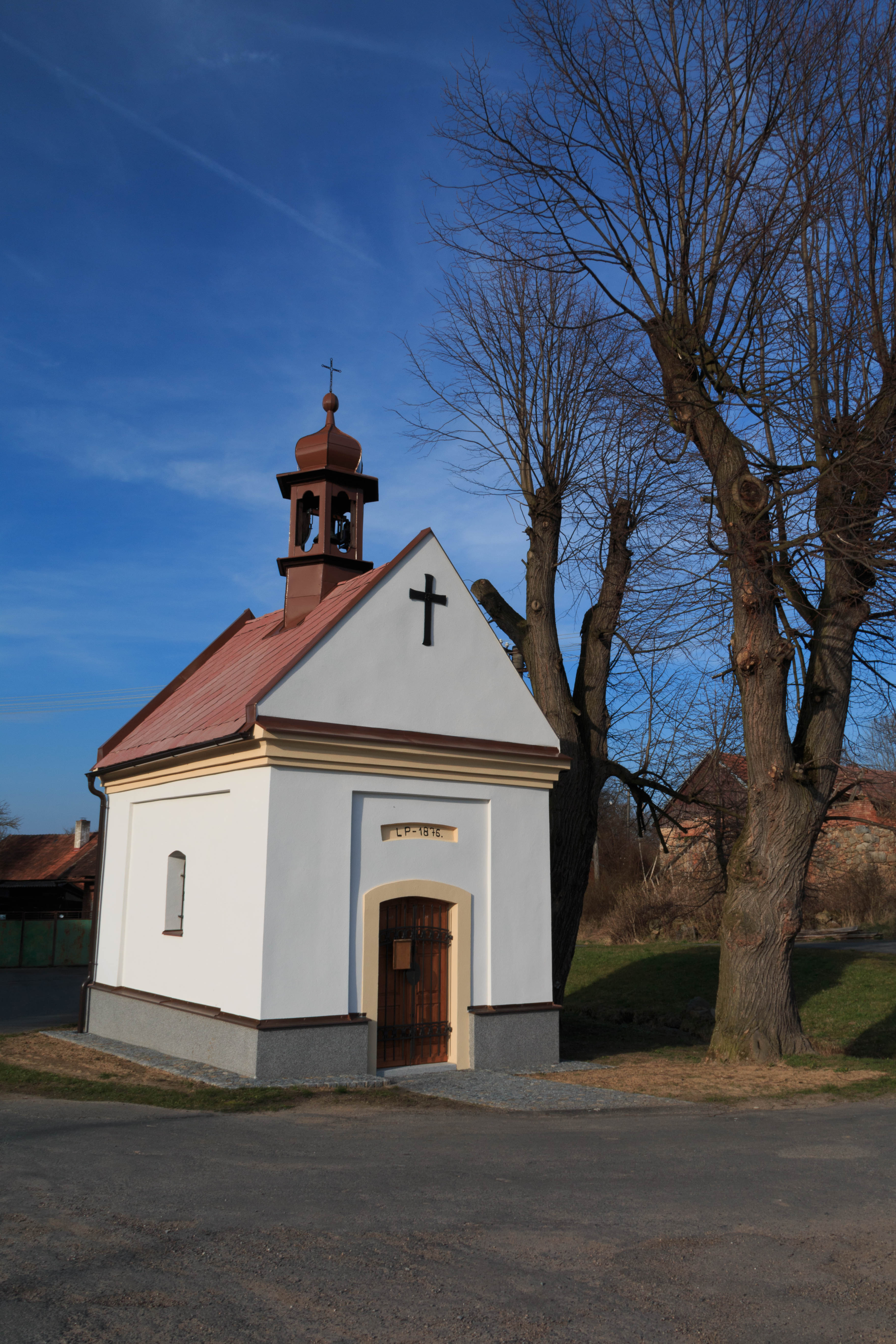
Kapelle der Jungfrau Maria

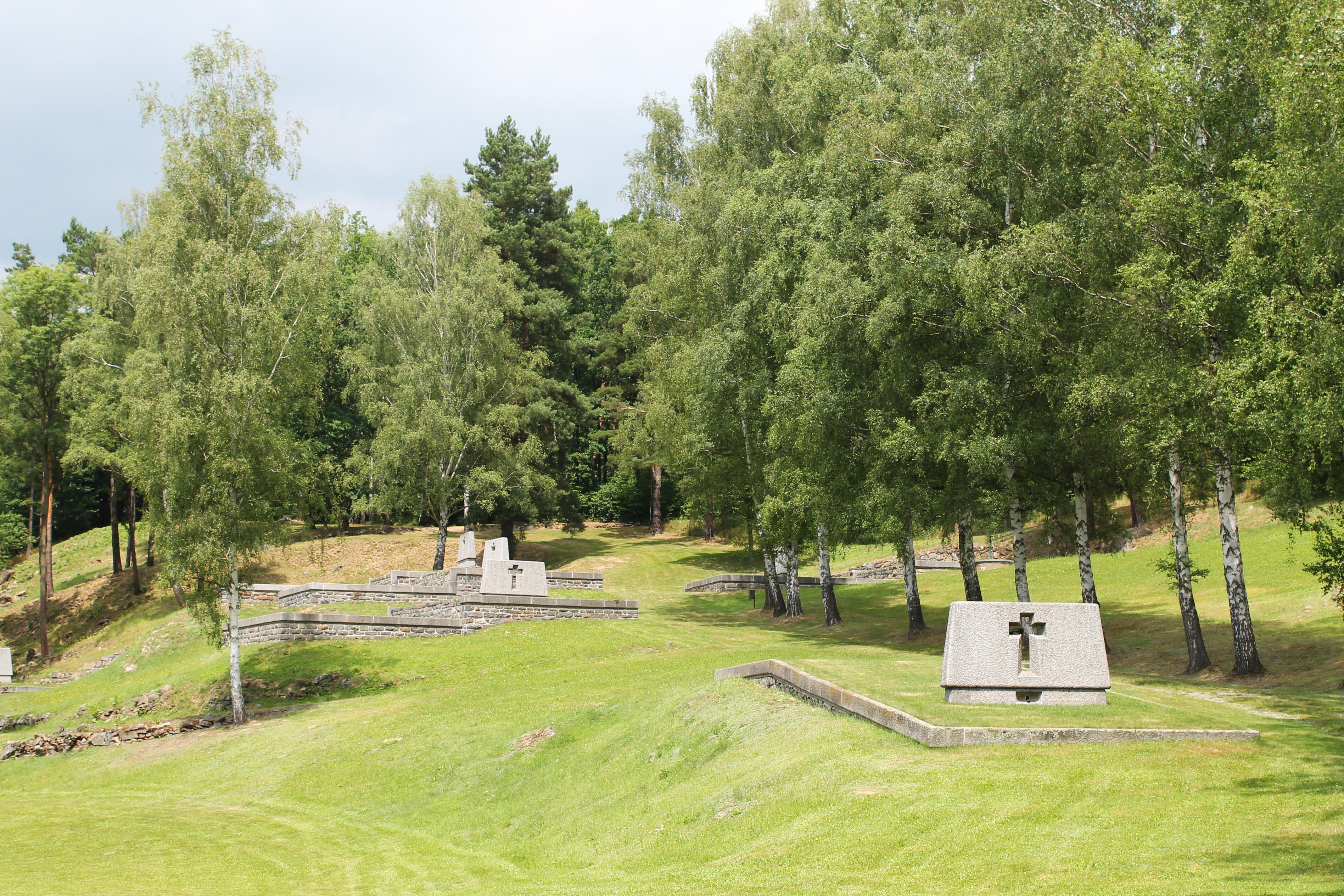
Grabhäuser von Ležáky

Habroveč (deutsch Habrauz) ist ein Ortsteil der Gemeinde Vrbatův Kostelec in Tschechien. Er liegt sechs Kilometer westlich von Skuteč und gehört zum Okres Chrudim.

## Geographie
Habroveč befindet sich linksseitig über dem Tal des Baches Havlovický potok im Eisengebirge (Železné hory). Nördlich des Dorfes verläuft die Staatsstraße II/337 zwischen Skuteč und Nasavrky, östlich die II/355 zwischen Hlinsko und Chrast. Nordwestlich von Habroveč liegen die Teiche Petráň und Hořička. Im Südwesten erhebt sich die Zárubka (455 m n.m.).
Nachbarorte sind Silnice und Hlína im Norden, Louka im Nordosten, Kvasín im Osten, Otáňka, Mokrýšov und Vrbětice im Südosten, Tisovec, Příkrakov, Vyhnánov und Paseky im Süden, Ležáky, Nouzov und Dachov im Südwesten, Dubová im Westen sowie Havlovice, Smrček-Na sádkách, Hořička, Na Obírce und Smrček im Nordwesten.

## Geschichte
Die erste schriftliche Erwähnung von Habroveč stammt aus dem Jahre 1545.
Im Jahre 1835 bestand das im Chrudimer Kreis gelegene Dorf Habrauc bzw. Habrowec aus 17 Häusern, in denen 94 Personen, darunter eine protestantische Familie, lebten. Zu Habrauc gehörte die Einschicht Ležak. Pfarrort war Kosteletz. Bis zur Mitte des 19. Jahrhunderts blieb Habrauc der Herrschaft Nassaberg untertänig.
Nach der Aufhebung der Patrimonialherrschaften bildete Habrovice ab 1849 einen Ortsteil der Gemeinde Louka im Gerichtsbezirk Nassaberg. Seit der Mitte des 19. Jahrhunderts wurde in der Umgebung in zahlreichen kleinen Steinbrüchen Granodiorit abgebaut. Dadurch wuchs die Einwohnerzahl stark an, die meisten von ihnen arbeiteten als Steinbrecher. Ab 1868 gehörte das Dorf zum politischen Bezirk Chrudim. 1869 hatte Habrovice mit Ležáky 183 Einwohner. Zum Ende des 19. Jahrhunderts wurde das Dorf als Habrouč, und zu Beginn des 20. Jahrhunderts als Habroveč t. Habrovice bezeichnet. Im Jahre 1900 lebten in dem Dorf 192 Personen, 1910 waren es 185. Seit 1924 wird Habroveč als amtlicher Ortsname verwendet. 1930 hatte Habroveč mit Ležáky 187 Einwohner. Während der Zeit der deutschen Besetzung ermittelte die Gestapo nach dem Attentat auf den Reichsprotektor Reinhard Heydrich in Ležáky einen Unterschlupf von tschechoslowakischen Fallschirmjägern. Am 24. Juni 1942 wurde der aus neun Häusern bestehende Weiler Ležáky von 500 Mann aus SS, Feldgendarmerie und Schutzpolizei unter Führung von Hauptsturmführer Gerhard Clages besetzt und niedergebrannt. Ein Jahr später wurden die Ruinen dem Erdboden gleichgemacht. 
Im Jahre 1950 hatte Habroveč nur noch 96 Einwohner. 1949 wurde Habroveč dem neu gebildeten Okres Hlinsko zugeordnet, seit 1961 gehört das Dorf wieder zum Okres Chrudim. 1964 erfolgte die Eingemeindung nach Vrbatův Kostelec. Beim Zensus von 2001 lebten in den 21 Häusern von Habroveč 48 Personen. 

## Ortsgliederung
Zum Ortsteil Habroveč gehört die Wüstung Ležáky.
Habroveč ist Teil des Katastralbezirks Louka u Vrbatova Kostelce.

## Sehenswürdigkeiten
- Kapelle der Jungfrau Maria, errichtet 1876
- Hrobodomy (Grabhäuser) von Ležáky, die Gedenksteine wurden in den Grundmauern der zerstörten Häuser des Weilers errichtet
- Kreuz Trnová koruna (Dornenkrone) auf der Anhöhe nördlich von Ležáky
- Museum NKP Ležáky, an der Stelle der ehemaligen Mühle auf dem Gebiet der Gemeinde Miřetice
- Lehrpfad “Spuren der Tragödie von Ležáky” (Naučná stezka “Stopy ležácké tragédie”)